# Sugar Island (Ohio)
L'île Sugar est une petite île du sud-ouest lac Erié, dans le comté d'Ottawa (Ohio aux USA).
C'est une île privée et l'une des plus petites du groupe d'îles de l'archipel des îles Bass. Elle se trouve juste au large de la rive nord-ouest de l'île Middle Bass et elle fait partie du canton de Put-In-Bay (en).
Sugar Island faisait autrefois partie de l'île Middle Bass, reliée par un court isthme. Quand les arbres furent coupés de cette bande de terr, le lac Érié a commencé à récupérer le sol meuble nouvellement exposé. Ainsi, l'isthme de connexion a coulé dans le lac, laissant l'île Sugar séparée de l'île Middle Bass .

## Galerie

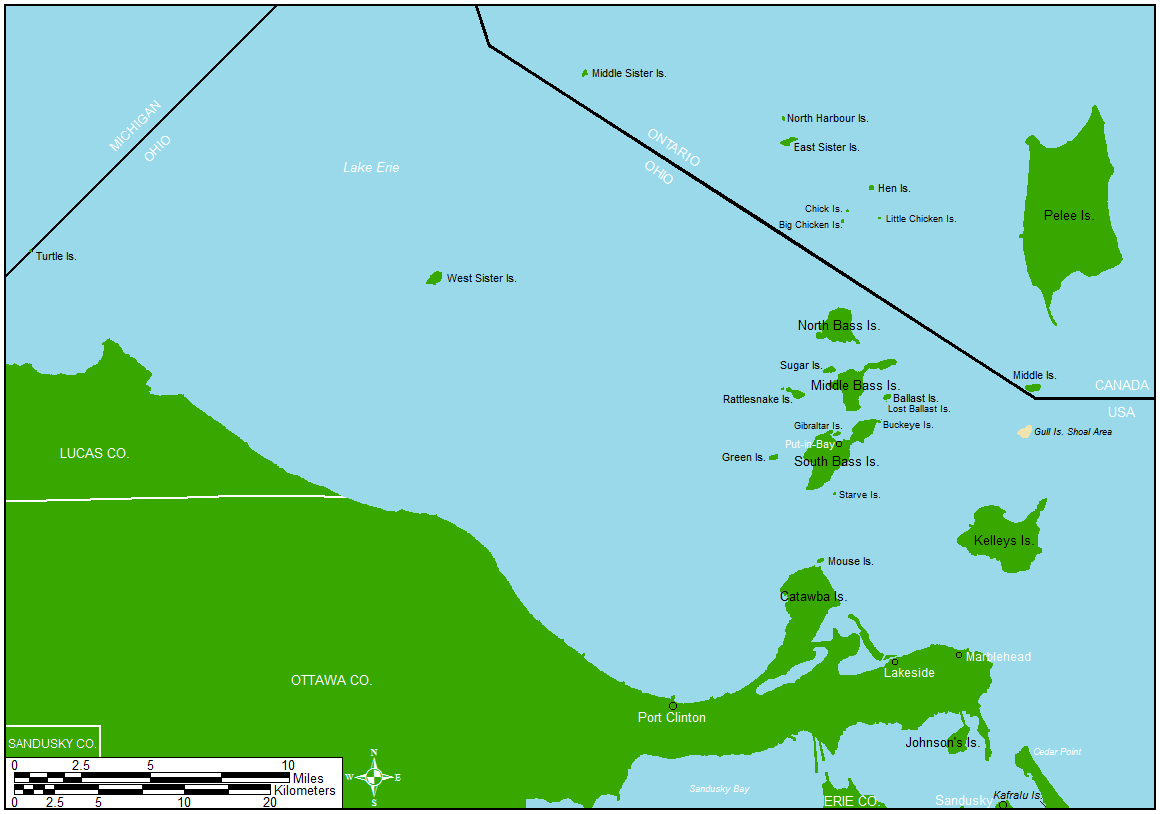
Position de l'île Sugar